# Gowland
Gowland es una localidad argentina ubicada en el partido de Mercedes, en la provincia de Buenos Aires.

## Ubicación
Se ubica en el km 92 de la Ruta Nacional 5, a 8 km de la ciudad de Mercedes y frente a la localidad de Agote.
La estación ferroviaria que le dio origen fue inaugurada en febrero de 1888, para cargar cereales, hacienda y pasajeros.
Actualmente su organización incluye una sociedad de fomento como contacto con el municipio y también cuenta en su haber con una Patrulla Rural. Posee jardín, escuela primaria y secundaria. Además una biblioteca. Cuenta con servicio de gas natural. Con la llegada de la Autopista Luján - Mercedes, sus tierras se revalorizan.

## Población
Es la segunda localidad más poblada del partido.
Cuenta con 1,738 habitantes (Indec, 2010), lo que representa un incremento del 35% frente a los 1,288 habitantes (Indec, 2001) del censo anterior. Estos datos incluyen a la localidad de Agote.
| Gráfica de evolución demográfica de Gowland entre 1991 y 2010 |
|                                                               |
| Fuente: Censos nacionales del INDEC                           |